# Paolo Mantegazza
Paolo Mantegazza (31 octobre 1831, Monza, Italie - 28 août 1910, San Terenzo (it), Italie) est un médecin, neurologue, anthropologue, hygiéniste, écrivain, vulgarisateur et homme politique italien célèbre, en particulier, pour sa découverte du principe actif de la coca. Plus notable pour son œuvre scientifique que pour son action politique, ce fut en particulier un promoteur actif des théories hygiénistes en Italie.

## Biographie résumée
Paolo Mantegazza était le fils de Laura Solera Mantegazza (it), célèbre bienfaitrice, fondatrice de nombreuses œuvres en faveur de l’enfance.
Après ses études, il partit exercer la médecine en Argentine puis revint en Italie. Il créa à Pavie le premier institut de pathologie générale d’Europe et fonda à Florence la première chaire d’anthropologie d’Italie. Fondateur de la Société italienne d’anthropologie et d’ethnologie, ce fut un propagandiste ardent de la théorie darwinienne de l'évolution; il entretint d’ailleurs une correspondance avec Charles Darwin de 1868 à 1875. En 1869, il créa le Musée national d’anthropologie et d’ethnologie dans le Palais Nonfinito de Florence.

## Œuvre
Partisan convaincu de la théorie darwinienne, il aborda de nombreux problèmes : l’atavisme, la pangenèse, la sélection sexuelle, etc. Il conçut une nouvelle théorie de la criminalité humaine et expérimenta la fécondation artificielle ; ce fut aussi un précurseur de l’hibernation dans le domaine médical : il proposa de conserver le sperme des soldats partant au combat sous forme congelée dans de la neige et de la glace.
En 1859, il publia un opuscule intitulé Sur les vertus hygiéniques et médicinales de la coca et sur les aliments nerveux en général. Au Pérou, il avait observé (et personnellement expérimenté pendant une longue période) la consommation intensive que les autochtones faisaient de la feuille de coca, « la plante magique des Incas » ; il y décrivait dans les termes les plus positifs les effets provoqués par la substance. À l’époque, nombre de médecins proposaient d’utiliser la coca à des fins thérapeutiques dans le traitement des maladies mentales. Ses recherches lui permirent d’isoler l’élément actif de la feuille de coca.
Son œuvre d'écrivain et de vulgarisateur est également notable. L’Almanach Hygiénique, publié en 1864, eut un succès énorme et contribua fortement à répandre jusque dans les campagnes les pratiques hygiéniques élémentaires de l’Italie moderne.

## Ouvrages
L’œuvre écrite de Paolo Mantegazza comporte des traités de vulgarisation et des écrits de forme littéraires, romans ou récits. Ceux-ci, comme Un giorno a Madera, sont en fait des moyens de présenter les théories et pratiques hygiénistes sous une forme attrayante à un public cultivé.
- Un giorno a Madera (1868)
- Trilogia dell'amore I : La fisiologia dell'amore (1873)
- Trilogia dell'amore II : Igiene dell'amore (1877)
- La fisiologia del piacere (1880)
- La physionomie et l'expression des sentiments, Paris, Félix Alcan, coll. « Bibliothèque scientifique internationale » (1885)
- Trilogia dell'amore III : L'amore nell'umanità - Saggio di etnologia dell'amore (éd. originale ?)[2]
- Fisiologia della donna (1893)
- L'anno 3000 : sogno (1897) - L'an 3000, rêve - Traduction Raymond Trousson ; L'Harmattan, 2003 ;  (ISBN 2-7475-5559-3)
- Bibbia della speranza
- Profili e paesaggi della Sardegna
- L'arte di essere felici
- Il dio ignoto (1876)
- Testa (roman, 1887)
- La correspondance en anglais entre Darwin et Mantegazza est accessible en ligne sur le site Charles Darwin Correspondance Project.